# The Small Back Room
The Small Back Room es una película inglesa de 1949.

## Argumento
Un técnico que trabaja en la oficina para la guerra científica encuentra consuelo para el dolor que le producen sus heridas de guerra en el alcohol y las píldoras. Un nuevo tipo de bomba trampa alemana pondrá sus nervios al límite.
- Datos: Q7764866